# Sexton
Sexton (від англ. sexton — паламар) — самохідна артилерійська установка класу самохідних гаубиць часів Другої світової війни. Ця бойова машина була розроблена на базі канадського танка «Рем», вироблялася в Канаді для британської армії та збройних сил інших країн Британської Співдружності. Деяка кількість цих САУ було передано іншим країнам-учасникам антигітлерівської коаліції, наприклад Польщі. Назва традиційно для всієї лінійки англійських самохідних гаубиць походить від назви служителя церкви.

## Історія створення
У 1942 році США поставили достатню кількість самохідних гаубиць «Priest» для оснащення самохідно-артилерійських частин британської армії в північноафриканської кампанії. У руках англійців Priest виявився відмінною зброєю, яка дала артилерії ту ж мобільність, що і у танків. Однак Priest був озброєний американської 105-мм гаубицею, а не її британським 25-фунтовим аналогом. Вимушене постачання невеликого числа частин іншим типом боєприпасів призводило до проблем з логістикою.
Велика Британія попросила у США поставки 25-фунтового варіанти САУ «Priest». Незважаючи на намір США надати допомогу в розробці такої машини, постановка її на конвеєр була небажаною — випуск відносно малочисельних машин для Великої Британії міг серйозно порушити провадження самохідок для власної армії США. Тоді британський уряд запросило канадський філіал американської компанії «Америкен локомотив» про виробництво таких машин і канадські власті погодилися на цю пропозицію.
«Priest» був створений шляхом встановлення ствольної групи гаубиці на шасі середнього танка M3 «Лі». Цей танк і його модифікація «Грант» вже перебували на озброєнні британської армії. Після появи танка M4 «Шерман» M3 став застарілим і його готові корпуси зі складальними лініями стали доступні для інших цілей. На ранньому етапі війни в Канаді був розроблений свій власний танк «Рем» на базі M3. Його головне озброєння розташовувалося в башті, а не в бортовому спонсоні, як у вихідного варіанту M3. Подібно M3, з появою «Шермана» «Рем» теж став застарілим і його корпус був узятий за основу для нової самохідно-артилерійської установки. Таким чином, канадці використовували похідну від M3 машину, щоб побудувати теж похідну САУ від M7, базою для якої був все той же M3.
Всього за період 1943—1945 рр. підприємство «Монреаль локомотив» на заводах в Сорель-Тресі побудувало 2150 САУ «Секстон» для Великої Британії і канадських експедиційних сил. Машина була прийнята на озброєння у вересні 1943 року. Самохідки взяли активну участь у боях в Нормандії і в кампанії в Північно-Західній Європі. Незважаючи на його «різномастне» походження, «Секстон» виявився вельми вдалою комбінацією з перевірених і надійних складових. Самохідка залишалася на озброєнні британської армії до 1956 року.
САУ «Секстон» використовувалися в основному для ведення вогню по навісній траєкторії (стрільба із закритих позицій). САУ намагалися тримати подалі від лінії фронту і використовували передових спостерігачів для управління вогнем.
Після закінчення війни «Секстони» залишалися на озброєнні у Великій Британії аж до 1950-х років, після чого протягом кількох років Британська Армія залишалася без самохідних гаубиць, не рахуючи порівняно нечисленних M44, поки в 1960-х роках не почалося виробництво САУ «Еббот»

## Варіанти
- Sexton I: Перші 125 випущених машин.
- Sexton II: Додано коробки для акумуляторів і допоміжного генератора для їх зарядки.
- Sexton GPO (Gun Position Officer): 25-фунтовка прибрана і встановлена радіостанція No. 19 radio; ця машина використовувалася для управління вогнем батареї.